# Liste des distinctions de Nelly Furtado
 (février 2020).
Si vous disposez d'ouvrages ou d'articles de référence ou si vous connaissez des sites web de qualité traitant du thème abordé ici, merci de compléter l'article en donnant les références utiles à sa vérifiabilité et en les liant à la section « Notes et références ».
Voici les différentes récompenses remportées par Nelly Furtado depuis la sortie de son 1er album en octobre 2000

## 2001
Récompenses : 10
- Radio Music Awards
  - Most Requested Song (Turn Off The Lights)
- Billboard Music Awards
  - Best Pop New Artist Clip (I'm Like A Bird)
- Juno Awards
  - Best New Artist Solo
  - Best Single (I'm Like A bird)
  - Best Songwritter (Turn Off The Light, I'm Like A Bird, S*** On The Radio)
  - Best Producer (Turn Off The Light, I'm Like A Bird)
- West Coast Music Awards
  - Producer Of The Year (Whoa Nelly!)
  - Best Pop/Dance Release (Whoa Nelly!)
  - Female Artist Of The Year
  - Best Major Distribution Release (Whoa Nelly!)

## 2002
Récompenses : 5
- Much Music Video Awards
  - S*** On The Radio
  - Favourite Canadian Artist
- Canadian Radio Music Awards
  - Best Chart Topper
- Grammy Awards
  - Best Female Pop Vocal Performance (I'm Like A Bird)
- ASCAP Awards
  - Best Pop Music (I'm Like A Bird)

## 2004
Récompenses : 3
- Juno Awards
  - Single Of The Year (Powerless)
- Billboard Latin Music Awards
  - Latin Pop Airplay Track Of The Year, Duo Or Group (Fotografia)
  - Hot Latin Track Of The Year, Vocal Duet (Fotografia)

## 2006
Récompenses : 6
- Teen Choice Awards
  - Choice Music R&B/Hip Hop Track (Promiscuous)
  - Choice Song of the Summer (Promiscuous)
  - Choice V Cast Music Artist (Promiscuous)
- World Music Awards
  - Best Pop Rock Artist (Loose)
- Billboard Music Awards
  - Pop Single Of the Year (Promiscuous)
- The Hollaback Boy's Top 10 Countdown Awards
  - Song Of Julio (Promiscuous)

## 2007
Récompenses : 13
- NRJ Music Awards
  - Revelation Of The Year
- Brit Awards
  - Best International Female Solo Artist
- Juno Awards
  - Juno Fan Choice
  - Best Single Of The Year (Promiscuous)
  - Best Album Of The Year (Loose)
  - Best Artist Of The Year
  - Best Pop Album Of The Year (Loose)
- Mun2 Awards
  - Best Female Artist
- TMF Awards
  - Best International Female Artist
- Apelzin Music Awards
  - Best Video (All Good Things)
- Czch Republic Allianz
  - Album Of The Year (Loose)
- MTV Europe Music Awards
  - Album Of The Year (Loose)
- Los Premios Principales
  - Mejor Artista En Lengua No Española

## 2008
Récompenses : 11
- People's Choice Awards
  - Favorite Hip-Hop Song (Give It To Me)
- ASCAP Awards
  - Songwritter Of The Year (Say It Right)
  - Songwritter Of The Year (Give It To Me)
- German Echo Awards
  - Best Album International (Loose)
- Swiss Music Awards
  - Best Album international (Loose)
- Canadian Radio Music Awards
  - Best Chart Topper Award (Loose)
- International Dance Music Awards
  - Song Of The Year (Say It Right)
- Viña Del Mar
  - Gaviota De Plata
  - Antorcha De Oro
  - Antorcha De Plata
- Royal Conservatory Of Music And Arts Canada
  - Honor

## 2010
Récompenses : 2
- Premio Lo Nuestro
  - Révélation de l'année
- Latin Grammy
  - Best Female Pop album